# ALCO Century 855
Az ALCO Century 855 egy 8 tengelyes, nagyteljesítményű dízel-elektromos mozdonysorozat volt. Korának legerősebb dízel-villamos mozdonya volt a 4100 kW teljesítményével, és akkoriban a legerősebb valaha épített dízelmozdony is, amelyet 1969 áprilisában felülmúlt a 6600 lóerős (4922 kilowatt) teljesítményű EMD DDA40X. 1964 júliusában építette az ALCO az Union Pacific számára, azonban az UP nagyon hamar, már 1972 februárjában selejtezte is a teljes sorozatot.

## Története
Az ALCO válasza az EMD DD35A-ra és a GE U50-re egy 16 hengeres ALCO 251C dízelmotorral felszerelt, 5500 LE (4101 kW) teljesítményű mozdony volt. A C855 négy kéttengelyes forgóvázat kapott, páronként csoportosítva, támasztókarokkal összekötve, B + B-B + B tengelyelrendezéssel. A forgóvázak és a támasztók hasonlóak voltak az UP korábbi gázturbinás mozdonyaihoz. Csak két A és egy B egység épült, mindez az Union Pacific Railroad számára, amely szintén kéthajtóműves mozdonyokat kért az EMD-től és a GE-től annak érdekében, hogy lecserélhessék a gazdaságtalanul működő gázturbinás mozdonyokat.
Az Union Pacific csökkenteni kívánta a mozdonyok számát is, hogy összhangban maradhasson a megengedett bruttó súlyhatárokkal. Több mozdony egy vagy kettőre cserélésével ez lehetővé tette számukra a sínekre jutó tengelyterhelés csökkentését, de a vállalat által megszabott határok között. Életüket a Bailey Yard környékén töltötték; mindazonáltal az állandó leállítás a túlmelegedés és a gyenge teljesítményű ikermotorok miatt 1972 februárjáig korai nyugdíjba vonultak és megkezdődött a selejtezésük. Csak kevesebb mint nyolc évig voltak szolgálatban.